# Saga de Ragnarr aux Braies Velues

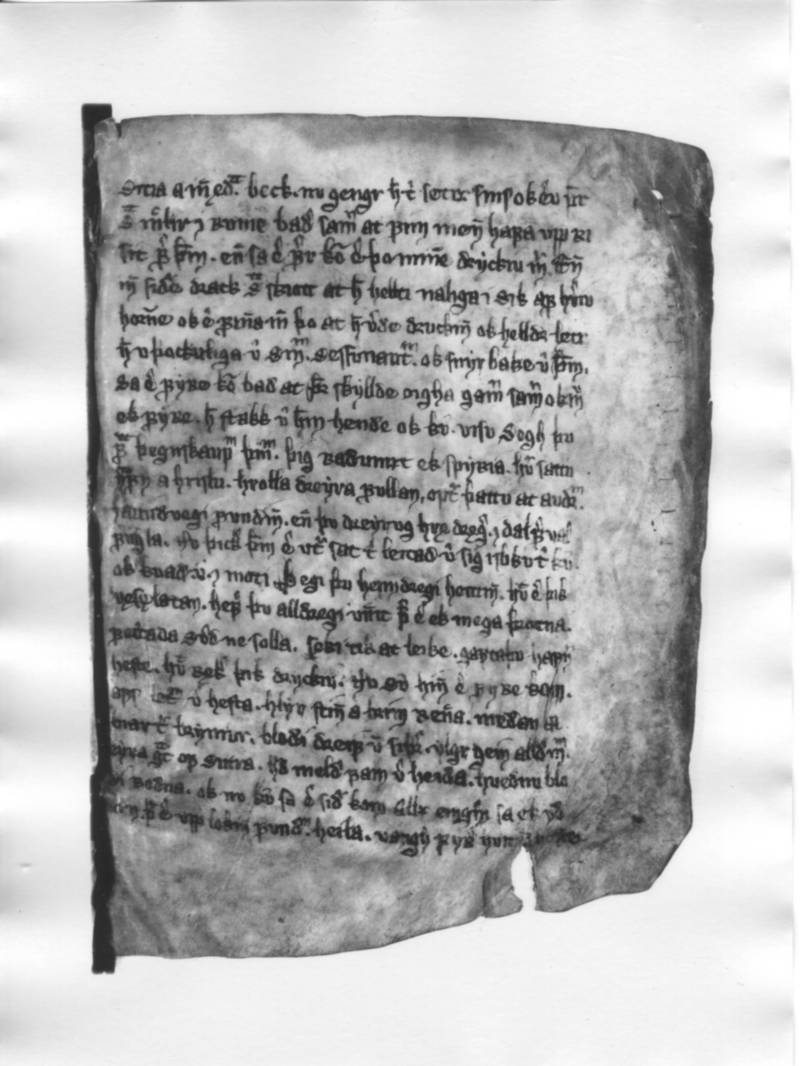
Manuscrit de la Ragnars saga loðbrókar

La Saga de Ragnarr aux Braies Velues selon la traduction en français de Jean Renaud (en vieux norrois Ragnars saga Loðbrókar) est une saga islandaise du XIIIe siècle qui raconte le règne du légendaire viking Ragnar Lodbrok. Elle est incluse dans le manuscrit de la Völsunga saga, dont elle est la suite. Le récit évoque les origines d'Aslaug, la quête de Ragnar pour obtenir la main de Þóra Borgarhjǫrtr, son second mariage avec Aslaug, les activités de ses fils et d'Aslaug lors de combats, et la mort de Ragnar entre les mains du roi Ælla de Northumbrie.
Les sources de cette saga incluent Adam de Brême et Saxo Grammaticus, avec la Gesta Danorum (livre IX), qui fournissent les éléments de la poursuite de Thora par Ragnar, son mariage avec Aslaug et les actions de ses fils. La Ragnars saga relie les figures légendaires de 
Sigurd et de Brynhildr avec des événements historiques du IXe au XIe siècle, dans le but d’accroître le prestige de la lignée royale norvégienne en présentant Sigurd comme l'un de ses ancêtres.

## Sources
- Jean Renaud, (Texte traduit de l'islandais ancien et postface) Saga de Ragnarr aux Braies Velues suivie du Dit des fils de Ragnarr et du Chant de Kráka, Toulouse, éditions Ancharsist, 2005, 156 p. (ISBN 2-914777-23-X)
- (en) Margaret Schlauch, The saga of the Volsungs : the saga of Ragnar Lodbrok together with the Lay of Kraka, New York, Ams Press, 1978 (ISBN 978-0-404-14704-4)